# Mesa de Ibarrilla
Mesa de Ibarrilla är en ort i Mexiko.   Den ligger i kommunen León och delstaten Guanajuato, i den centrala delen av landet, 300 km nordväst om huvudstaden Mexico City. Mesa de Ibarrilla ligger 2 220 meter över havet och antalet invånare är 220.
Terrängen runt Mesa de Ibarrilla är kuperad. Runt Mesa de Ibarrilla är det mycket tätbefolkat, med 1 221 invånare per kvadratkilometer. Närmaste större samhälle är León de los Aldama, 10,8 km söder om Mesa de Ibarrilla. I omgivningarna runt Mesa de Ibarrilla växer huvudsakligen savannskog.